# Alaemon hamertoni
Alaemon hamertoni е вид птица от семейство Чучулигови (Alaudidae). Видът е незастрашен от изчезване.

## Разпространение
Разпространен е в Сомалия.